# Hydropsyche hoffmani
Hydropsyche hoffmani là một loài Trichoptera trong họ Hydropsychidae. Chúng phân bố ở miền Tân bắc.